# Під маскою беркута
«Під маскою беркута» — радянський художній фільм 1991 року, знятий режисером Георгієм Ніколаєнком на студіях «Піраміда» і «Сінебрідж».

## Сюжет
Американський журналіст та колишній військовий кінооператор Брюс отримує завдання: привезти унікальний кіноматеріал з острова Макомбо про беркутів, які викрадають дітей. Але, як з'ясовується, він не єдиний мисливець за сенсацією. Разом з журналісткою Жаннет і колишнім «афганцем» Павлом вони проникають на острів, що охороняється…

## У ролях
- Володимир Івашов — Брюс, військовий кінооператор
- Георгій Ніколаєнко — Павло Волков
- Лариса Халафова — Жаннет Делорм
- Олександр Бєлявський — Пол, комісар поліції
- Юрій Шликов — Хаген
- Євген Кіндінов — Гілберт
- Ігор Каюков — Стів, помічник комісара
- Юрій Авшаров — епізод
- Василь Вітер — епізод
- Ніна Меньшикова — епізод
- Олександр Дорошкевич — епізод
- Г. Устименко — епізод

## Знімальна група
- Режисер — Георгій Ніколаєнко
- Сценарист — Георгій Ніколаєнко
- Оператор — Олександр Рябов
- Композитор — Георгій Ніколаєнко
- Художник — Микола Терехов
- Продюсери — Сергій Кучков, Сергій Сендик